# Rue Mandar (film)
Pour plus de détails, voir Fiche technique et Distribution.
Rue Mandar est un film français dirigé par Idit Cebula, diffusé en 2013.

## Synopsis
À Paris, Charles, Rosemonde et Emma Hajdenretik viennent de perdre leur mère et se retrouvent pour les funérailles. Mais bientôt se pose la question de savoir s'il faut vendre l'appartement de la défunte situé au no 13 de la rue Mandar dans le 2e arrondissement.

## Fiche technique
- Réalisation : Idit Cebula
- Scénario : Idit Cebula et Emmanuelle Michelet
- Production : Catherine Bozorgan et Christine Gozlan
- Sociétés de production : Manchester Films et Thelma Films
- Société de distribution : Wild Bunch Distribution
- Producteur exécutif : David Poirot-Gozlan
- Casting : Juliette Denis
- Maquillage : Stéphanie Selva
- Photographie : Rémy Chevrin
- Musique : Raphaël Elig
- Montage : Célia Lafitedupont
- Décors : Valérie Abelanski et Luc Compère
- Repérages : Eric Lecuyer
- Costumes : Jurgen Doering
- Son : Cédric Deloche, Vincent Vatoux et Daniel Sobrino
- Pays d'origine :  France
- Format : couleur
- Budget : 2,72 M€
- Durée : 95 min
- Date de sortie : 2013
- Box-office France : 138 948 entrées

## Distribution
- Richard Berry : Charles, le frère aîné
- Emmanuelle Devos : Rosemonde, la soeur cadette
- Sandrine Kiberlain : Emma, la benjamine
- Emmanuelle Bercot : Aline, la femme de Charles
- Lionel Abelanski : Serge, le mari de Rosemonde
- Mehdi Nebbou : Simon
- Michel Jonasz : oncle Guy
- Micheline Presle : tata Renée
- Jackie Berroyer : M. Mardi
- Ilian Bergala : Haïm
- Eytan Hodara : Dan
- Ivan Cori : Elie
- Agathe Berman : Agathe
- Patrick Wallach : Patrick
- Jacqueline Cajfinger : Faïga, la mère
- Solange Najman : Renia
- Idit Cebula : la notaire
- Bernard Lévy : le rabbin
- Ruben Pariente : agent de police 1
- David Capelle : agent de police 2
- Emmanuelle Michelet : patiente Rosemonde
- Eric Wapler : patient Rosemonde 1
- Christophe Grandière : patient Rosemonde 2
- Jordan Feldman : Pascal
- Marcel Cohen : Thierry
- Céline Jorrion : hôtesse
- Brigitte Fellous : Marlène
- Alice Kiberlain : la dame du vide-grenier
- Angèle Becavin : jeune fille vide-grenier
- Bluma Pariente : jeune fille vide-grenier
- Dariusz Lesko : un ouvrier polonais
- Grzegorz Zalas : un ouvrier polonais
- Marian Lesko : un ouvrier polonais
- Daniel Trojnacki : un ouvrier polonais
- Fabien Tuil : le docteur Grynsztajn
- Pascal Aubrée : chauffeur corbillard
- David Fuchs : Joseph, le père
- Yvon Crenn : Dr. Suied (voix)